# Nathalie Boltt
Nathalie Boltt (* 19. Juli 1973 in Johannesburg) ist eine südafrikanische Schauspielerin und Tänzerin.

## Leben
Nathalie Boltt wurde als Tochter eines Schweizers und einer Engländerin geboren. Sie wuchs zweisprachig mit Englisch und Deutsch auf.
Boltt besuchte von 1980 bis 1986 die Deutsche Schule in Johannesburg und später die Hyde Park High School. Von 1993 bis 1996 absolvierte sie eine Ausbildung als Schauspielerin an der Rhodes University in Grahamstown, die sie mit einem Diplom abschloss. Außerdem erhielt sie eine professionelle Tanzausbildung in den Bereichen Ballett, Stepp-Tanz, Jazz und Modern Dance. Von 1994 bis 1997 war Boltt Solo-Tänzerin bei der First Physical Theatre Company in Kapstadt.
Erste Theaterengagements hatte Boltt bereits während ihrer Studienzeit, wo sie am Rhodes Theatre in Grahamstown auftrat. 1996 spielte sie dort den Ariel in dem poetischen Märchenspiel Der Sturm von William Shakespeare. Es folgten Engagements am Civic Theatre in Johannesburg und am Baxter Theatre in Kapstadt. Boltt trat als Theaterschauspielerin unter anderem 2000/2001 als Mrs. Forsythe in Tod eines Handlungsreisenden von Arthur Miller und 2005 als Gertrude in Rosenkranz und Güldenstern sind tot von Tom Stoppard auf.
Ab 1996 spielte Boltt auch im Film und Fernsehen. Sie erhielt zunächst kleinere Rollen in verschiedenen Fernsehserien. So spielte sie in der BBC-Serie Die Profis – Die nächste Generation und in der SABC-Produktion Generations.
Größere Bekanntheit erlangte Boltt dann durch die durchgehende Serienhauptrolle der Joey Ortlepp in der südafrikanischen Soap-Opera Isidingo, wo sie von 2001 bis 2004 durchgehend spielte. 2008 spielte sie die Titelrolle in der von M-Net produzierten südafrikanischen Mini-Serie Ella Blue.
Im deutschen Fernsehen wurde Boltt 2004 durch die weibliche Hauptrolle als Rosa von Zulöw an der Seite von Tim Bergmann in dem historischen Fernseh-Mehrteiler Der weiße Afrikaner bekannt. Sie spielte darin die attraktive Mätresse eines südafrikanischen Großgrundbesitzers, in die sich Bergmann in seiner Filmrolle als Hans Merensky verliebt.
2005 spielte Boltt in dem US-Katastrophenfilm Der Poseidon-Anschlag, einem Remake des 1972er Klassikers Die Höllenfahrt der Poseidon. Diesem Genre blieb sie 2007 mit ihrer Rolle in der britischen Kinoproduktion Die Flut – Wenn das Meer die Städte verschlingt treu.
Der Regisseur Neill Blomkamp besetzte Boltt 2009 in seinem Science-Fiction-Film District 9 in der Rolle der Soziologin Sarah Livingstone. Große Bekanntheit erhielt sie auch durch die Serie Riverdale, in der sie von 2017 bis 2023 zu sehen war.

## Filmografie
- 2001–2004: Isidingo (Fernsehserie)
- 2003: Red Water (Fernsehfilm)
- 2004: Der weiße Afrikaner (Fernsehfilm)
- 2005: Der Poseidon-Anschlag (The Poseidon Adventure, Fernsehfilm)
- 2005: Bermuda Dreieck – Tor zu einer anderen Zeit (The Triangle, Miniserie)
- 2006: Coup! (Fernsehfilm)
- 2007: Route 30
- 2007: Die Flut – Wenn das Meer die Städte verschlingt (Flood)
- 2008: Ella Blue (Miniserie)
- 2008: George Gently – Der Unbestechliche (Inspector George Gently, Fernsehserie, eine Folge)
- 2008: Doomsday – Tag der Rache (Doomsday)
- 2009: District 9
- 2009: The Cult (Fernsehserie, drei Folgen)
- 2010: Bloodlines (Fernsehserie)
- 2010: Kawa (Nights in the Gardens of Spain)
- 2010: The Wotwots (Fernsehserie, 53 Folgen)
- 2012: Siege (Fernsehfilm)
- 2014: The Cure
- 2014: Step Dave (Fernsehserie, zwei Folgen)
- 2014: Route 30, Three! (Fernsehfilm)
- 2014–2015: Step Dave (Fernsehserie, 4 Folgen)
- 2015: When Wo Go to War (Mini-Fernsehserie)
- 2016: Bombshell (Fernsehfilm)
- 2016–2017: 800 Words (Fernsehserie, 5 Folgen)
- 2017: 24 Hours to Live
- 2017–2023: Riverdale (Fernsehserie)
- seit 2020: The Astronauts (Fernsehserie)
- 2020: Watershed (Kurzfilm)
- 2021: Demonic